# Сікс-Шутер-Каньйон (Аризона)
Сікс-Шутер-Каньйон (англ. Six Shooter Canyon) — переписна місцевість (CDP) в США, в окрузі Гіла штату Аризона. Населення — 958 осіб (2020).

## Географія
Сікс-Шутер-Каньйон розташований за координатами 33°22′0″ пн. ш. 110°46′29″ зх. д. / 33.36667° пн. ш. 110.77472° зх. д. (33.366782, -110.774601).  За даними Бюро перепису населення США в 2010 році переписна місцевість мала площу 7,55 км², з яких 7,55 км² — суходіл та 0,00 км² — водойми.

## Демографія
Згідно з переписом 2010 року, у переписній місцевості мешкало 1019 осіб у 398 домогосподарствах у складі 288 родин. Густота населення становила 135 осіб/км².  Було 469 помешкань (62/км²).
Расовий склад населення:
| - 85,9 % — білих - 3,3 % — корінних американців - 0,9 % — чорних або афроамериканців - 0,2 % — азіатів - 6,4 % — осіб інших рас |

До двох чи більше рас належало 3,3 %. Частка іспаномовних становила 24,7 % від усіх жителів.
За віковим діапазоном населення розподілялося таким чином: 25,3 % — особи молодші 18 років, 56,9 % — особи у віці 18—64 років, 17,8 % — особи у віці 65 років та старші. Медіана віку мешканця становила 41,2 року. На 100 осіб жіночої статі у переписній місцевості припадало 104,6 чоловіків;  на 100 жінок у віці від 18 років та старших — 102,9 чоловіків також старших 18 років.
Середній дохід на одне домашнє господарство  становив 60 263 долари США (медіана — 52 448), а середній дохід на одну сім'ю — 57 894 долари (медіана — 51 048). За межею бідності перебувало 28,9 % осіб, у тому числі 61,2 % дітей у віці до 18 років та 12,3 % осіб у віці 65 років та старших.
Цивільне працевлаштоване населення становило 463 особи. Основні галузі зайнятості: сільське господарство, лісництво, риболовля — 29,4 %, мистецтво, розваги та відпочинок — 21,0 %, роздрібна торгівля — 14,5 %, публічна адміністрація — 11,0 %.